# Saint-Bonnet-le-Château
Saint-Bonnet-le-Château este o comună în departamentul Loire din sud-estul Franței. În 2009 avea o populație de 1.540 de locuitori.

## Evoluția populației
| An        | 1975  | 1982  | 1990  | 1999  | 2006  | 2009  |
| --------- | ----- | ----- | ----- | ----- | ----- | ----- |
| Populație | 2.243 | 1.905 | 1.687 | 1.562 | 1.492 | 1.540 |